# San Alfredo
San Alfredo är en ort i Mexiko.   Den ligger i kommunen Santiago Jocotepec och delstaten Oaxaca, i den sydöstra delen av landet, 400 km sydost om huvudstaden Mexico City. San Alfredo ligger 74 meter över havet och antalet invånare är 164.
Terrängen runt San Alfredo är platt åt nordost, men åt sydväst är den kuperad. Runt San Alfredo är det ganska glesbefolkat, med 24 invånare per kvadratkilometer. Närmaste större samhälle är Playa Vicente, 19,3 km norr om San Alfredo. Omgivningarna runt San Alfredo är en mosaik av jordbruksmark och naturlig växtlighet.